# Хюрлиман, Джанет
Джане́т Хю́рлиман (нем. Janet Hürlimann, урожд. Джане́т О́манд, англ. Janet Omand; род. 1962) — швейцарская кёрлингистка и тренер по кёрлингу канадского происхождения.
В составе женской сборной Швейцарии участница трёх чемпионатов мира (наивысшее занятое место — бронзовые медали в 1992) и чемпионата Европы 1997 (заняли пятое место). Трёхкратная чемпионка Швейцарии среди женщин.
Играла на позиции четвёртого, была скипом команды.

## Достижения
- Чемпионат мира по кёрлингу среди женщин: бронза (1992).
- Чемпионат Швейцарии по кёрлингу среди женщин: золото (1991, 1992, 1993).
- Чемпионат Канады по кёрлингу среди юниоров: бронза (1987).

## Команды
| Сезон     | Четвёртый          | Третий          | Второй               | Первый         | Запасной                          | Турниры                      |
| --------- | ------------------ | --------------- | -------------------- | -------------- | --------------------------------- | ---------------------------- |
| Канада    |                    |                 |                      |                |                                   |                              |
| 1986—87   | Джанет Оманд       | Audra Smith     | Margaret Corey       | Tracy Jackson  |                                   | ЧКЮ 1987                     |
| Швейцария |                    |                 |                      |                |                                   |                              |
| 1990—91   | Джанет Хюрлиман    | Клаудия Берчи   | Ютта Таннер          | Коринн Аннелер |                                   | ЧШЖ 1991 · ЧМ 1991 (7 место) |
| 1991—92   | Джанет Хюрлиман    | Ангела Луц      | Лоранс Бидо          | Сандрин Мерсье |                                   | ЧШЖ 1992 · ЧМ 1992           |
| 1992—93   | Джанет Хюрлиман    | Ангела Луц      | Лоранс Бидо          | Сандрин Мерсье | Лоранс Морисетти (ЧМ)             | ЧШЖ 1993 · ЧМ 1993 (7 место) |
| 1997—98   | Грациелла Грихтинг | Джанет Хюрлиман | Клаудия Бинер        | Ингер Мюллер   | Эрика Мюллер тренер: Эрика Мюллер | ЧЕ 1997 (5 место)            |
| 2008—09   | Мануэла Корман     | Джанет Хюрлиман | Sandra Verdun-Steuri | Хайке Шваллер  |                                   |                              |
| 2009—10   | Мишель Ягги        | Джанет Хюрлиман | Stephanie Jaeggi     | Николь Швегли  |                                   |                              |

(скипы выделены полужирным шрифтом)

## Результаты как тренера национальных сборных
| Год  | Турнир                                       | Сборная          | Место          |
| ---- | -------------------------------------------- | ---------------- | -------------- |
| 2011 | Чемпионат Европы по кёрлингу 2011 (группа C) | Сербия (мужчины) | 30 (7 в гр. C) |

## Частная жизнь
Замужем, муж швейцарский кёрлингист и тренер Патрик Хюрлиман, чемпион зимних Олимпийских игр 1998, спортивный функционер, в 2010—2012 был вице-президентом Всемирной федерации кёрлинга. У них трое детей, в том числе кёрлингистка Бриар Хюрлиман, чемпионка Швейцарии, и Корри Хюрлиман (нем. Corrie Hürlimann) (англ. Corrie Hürlimann) — тоже кёрлингистка, является скипом своей команды.